# Tau

Litera grecească Tau, majusculă și minusculă

Tau (majusculă T, literă mică τ, în greacă ταυ, pronunție în greacă modernă [taf]) este a nouăsprezecea literă a alfabetului grec.
În sistemul de numerație alfabetică greacă avea valoarea 300. Tau provine din litera feniciană  (taw). Din litera Tau au derivat ulterior litera T din alfabetul latin și litera Te din alfabetul chirilic (Т, т).